# Stöcken (Riglasreuth)
Stöcken ist ein Gemeindeteil der Gemeinde Neusorg im oberpfälzischen Landkreis Tirschenreuth.

## Geografie
Stöcken liegt im Südwesten des Fichtelgebirges. Der Weiler liegt einen Kilometer südöstlich von Neusorg. Ungefähr einen halben Kilometer im Südsüdwesten des Ortes liegt ein gleichnamiger Weiler, der ebenfalls zur Gemeinde Neusorg gehört.

## Geschichte
Das bayerische Urkataster zeigt in den 1810er Jahren am Ort des heutigen Weilers noch ein Flurgebiet, das „Im Staecken“ genannt wurde. Kartografisch wurde der Name des Ortsteils zum ersten Mal im Jahr 1915 vermerkt. Bis in die 1970er Jahre hinein hatte Stöcken zur Gemeinde Riglasreuth gehört, deren Verwaltungssitz sich im Kirchdorf Riglasreuth befand. Neben dem namensgebenden Hauptort gehörte dazu noch das Dorf Weihermühle. Als die Gemeinde Riglasreuth mit der bayerischen Gebietsreform ihre Selbstständigkeit verlor, wurde Stöcken zusammen mit dieser in die Gemeinde Neusorg eingegliedert. Da zu dieser bereits der gleichnamige Weiler Stöcken gehörte, gab es in der Gemeinde einige Jahre lang zwei Gemeindeteile namens Stöcken. Mittlerweile besteht in Neusorg nur noch ein Gemeindeteil namens Stöcken.
| Jahr          | 001900 | 001925 | 001950 | 001961 | 001970 | 001987 |
| Einwohnerzahl | 9      | 7      | 9      | 8      | 13     | 13     |